# Слободка (Барыковское сельское поселение)
Слободка — деревня в Кашинском городском округе Тверской области России, до 2018 года — в составе Барыковского сельского поселения.

## География
Деревня находится на левом берегу реки Медведица в 31 км на юго-запад от города Кашина, в 1,5 км от деревни расположено урочище Ширинское.

## История
В 1747 году в селе Ширинском близ деревни была построена каменная Преображенская церковь с 3 престолами, в 1764 году построена Спасская церковь, исповедальные книги с 1724 года. 
В конце XIX — начале XX века деревня Слободка вместе с селом Ширинским входили в состав Медведицкой волости Кашинского уезда Тверской губернии. 
С 1929 года деревня являлась центром Слободинского сельсовета Кашинского района Бежецкого округа Московской области, с 1935 года — в составе Калининской области, с 1994 года — в составе Коробовского сельского округа, с 2005 года — в составе Барыковского сельского поселения, с 2018 года — в составе Кашинского городского округа.

## Население
| 1859 | 1889 | 2002 | 2010 |
| ---- | ---- | ---- | ---- |
| 100  | ↗123 | ↘3   | ↘1   |